# Bertrambois
Bertrambois est une commune française située dans le département de Meurthe-et-Moselle, en région Grand Est.

## Géographie
La commune est située à 4 km de Cirey-sur-Vezouze.
| Tanconville       | Hattigny Moselle | Niderhoff Moselle             |
| Cirey-sur-Vezouze | Bertrambois      | Lafrimbolle Moselle           |
| Val-et-Châtillon  |                  | Turquestein-Blancrupt Moselle |

### Hydrographie
La commune est dans le bassin versant du Rhin au sein du bassin Rhin-Meuse. Elle est drainée par la Basse de Laro, le ru des Cerfs, le ruisseau de Chatillon, le ruisseau de la Vallée des Chevaux et l'Herbas,.

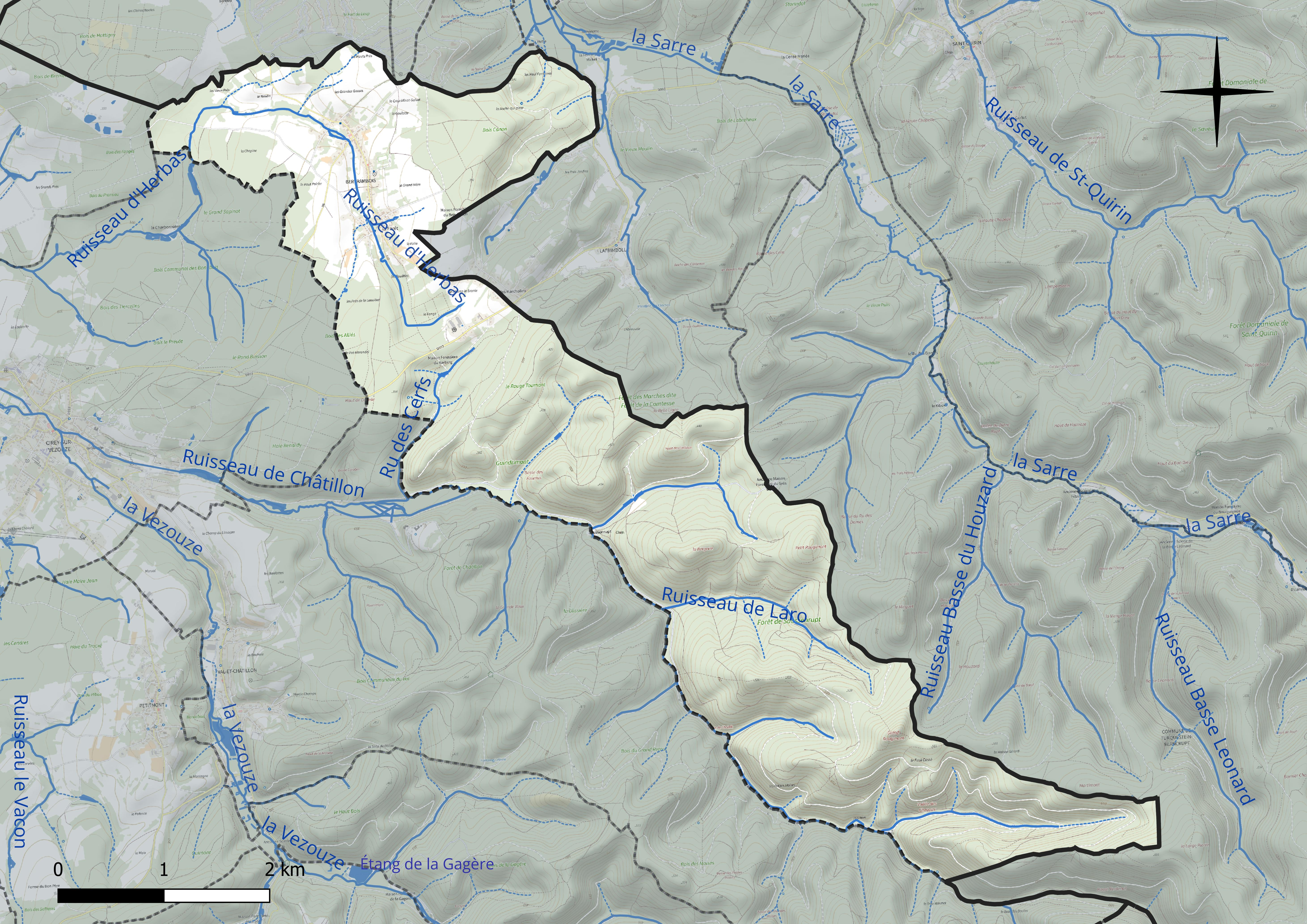
Réseau hydrographique de Bertrambois.

### Climat
Pour des articles plus généraux, voir Climat du Grand Est et Climat de Meurthe-et-Moselle.
En 2010, le climat de la commune est de type climat de montagne, selon une étude du Centre national de la recherche scientifique s'appuyant sur une série de données couvrant la période 1971-2000. En 2020, Météo-France publie une typologie des climats de la France métropolitaine dans laquelle la commune est exposée à un climat semi-continental et est dans la région climatique  Vosges, caractérisée par une pluviométrie très élevée (1 500 à 2 000 mm/an) en toutes saisons et un hiver rude (moins de 1 °C). 
Pour la période 1971-2000, la température annuelle moyenne est de 9,4 °C, avec une amplitude thermique annuelle de 16,8 °C. Le cumul annuel moyen de précipitations est de 1 088 mm, avec 13 jours de précipitations en janvier et 10,1 jours en juillet. Pour la période 1991-2020, la température moyenne annuelle observée sur la station météorologique de Météo-France la plus proche, « Turquestein-blancrupt_sapc », sur la commune de Saint-Quirin à 6 km à vol d'oiseau, est de 10,2 °C et le cumul annuel moyen de précipitations est de 1 091,5 mm. 
La température maximale relevée sur cette station est de 38,3 °C, atteinte le 7 août 2015 ; la température minimale est de −18,4 °C, atteinte le 12 février 2012,,. 
Les paramètres climatiques de la commune ont été estimés pour le milieu du siècle (2041-2070) selon différents scénarios d'émission de gaz à effet de serre à partir des nouvelles projections climatiques de référence DRIAS-2020. Ils sont consultables sur un site dédié publié par Météo-France en novembre 2022.

## Urbanisme

### Typologie
Au 1er janvier 2024, Bertrambois est catégorisée commune rurale à habitat dispersé, selon la nouvelle grille communale de densité à sept niveaux définie par l'Insee en 2022.
Elle est située hors unité urbaine. Par ailleurs la commune fait partie de l'aire d'attraction de Sarrebourg, dont elle est une commune de la couronne,. Cette aire, qui regroupe 87 communes, est catégorisée dans les aires de 50 000 à moins de 200 000 habitants,.

### Occupation des sols
L'occupation des sols de la commune, telle qu'elle ressort de la base de données européenne d’occupation biophysique des sols Corine Land Cover (CLC), est marquée par l'importance des forêts et milieux semi-naturels (84,1 % en 2018), une proportion sensiblement équivalente à celle de 1990 (83,9 %). La répartition détaillée en 2018 est la suivante : forêts (80,1 %), prairies (11,1 %), milieux à végétation arbustive et/ou herbacée (4,1 %), zones agricoles hétérogènes (2,7 %), zones urbanisées (1,9 %), espaces verts artificialisés, non agricoles (0,1 %). L'évolution de l’occupation des sols de la commune et de ses infrastructures peut être observée sur les différentes représentations cartographiques du territoire : la carte de Cassini (XVIIIe siècle), la carte d'état-major (1820-1866) et les cartes ou photos aériennes de l'IGN pour la période actuelle (1950 à aujourd'hui).

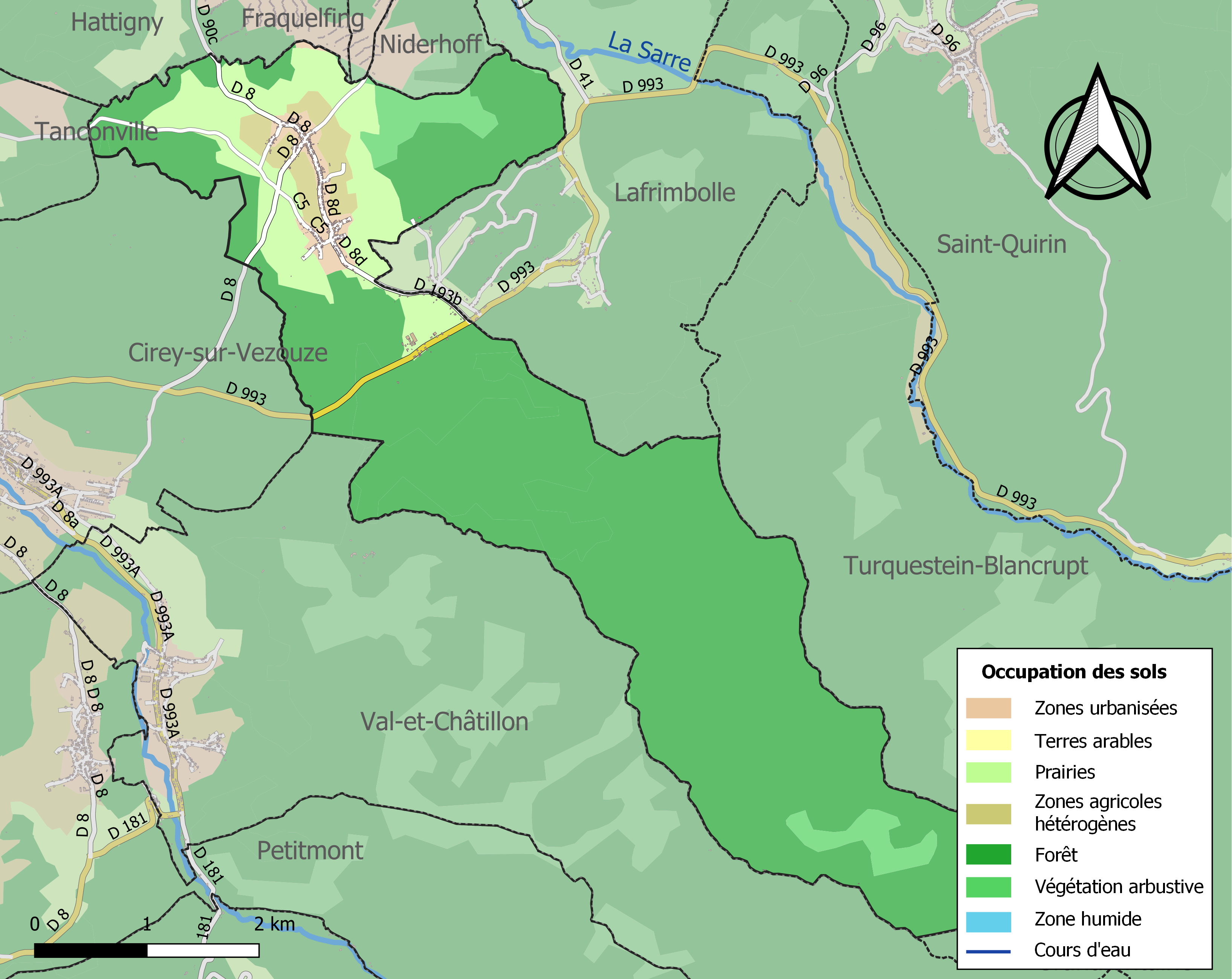
Carte des infrastructures et de l'occupation des sols de la commune en 2018 (CLC).

## Toponymie
Se nommait Bertranboix en 1295, Bartrenborsch en 1363.
Du nom de Bertram de Metz. Le village est dans l'ancien évêché de Metz.

## Histoire
Une manufacture de faïence a existé entre 1795 et 1805. Ouverte à l'initiative de la princesse de Poix, on y a également produit de la poterie.

## Politique et administration

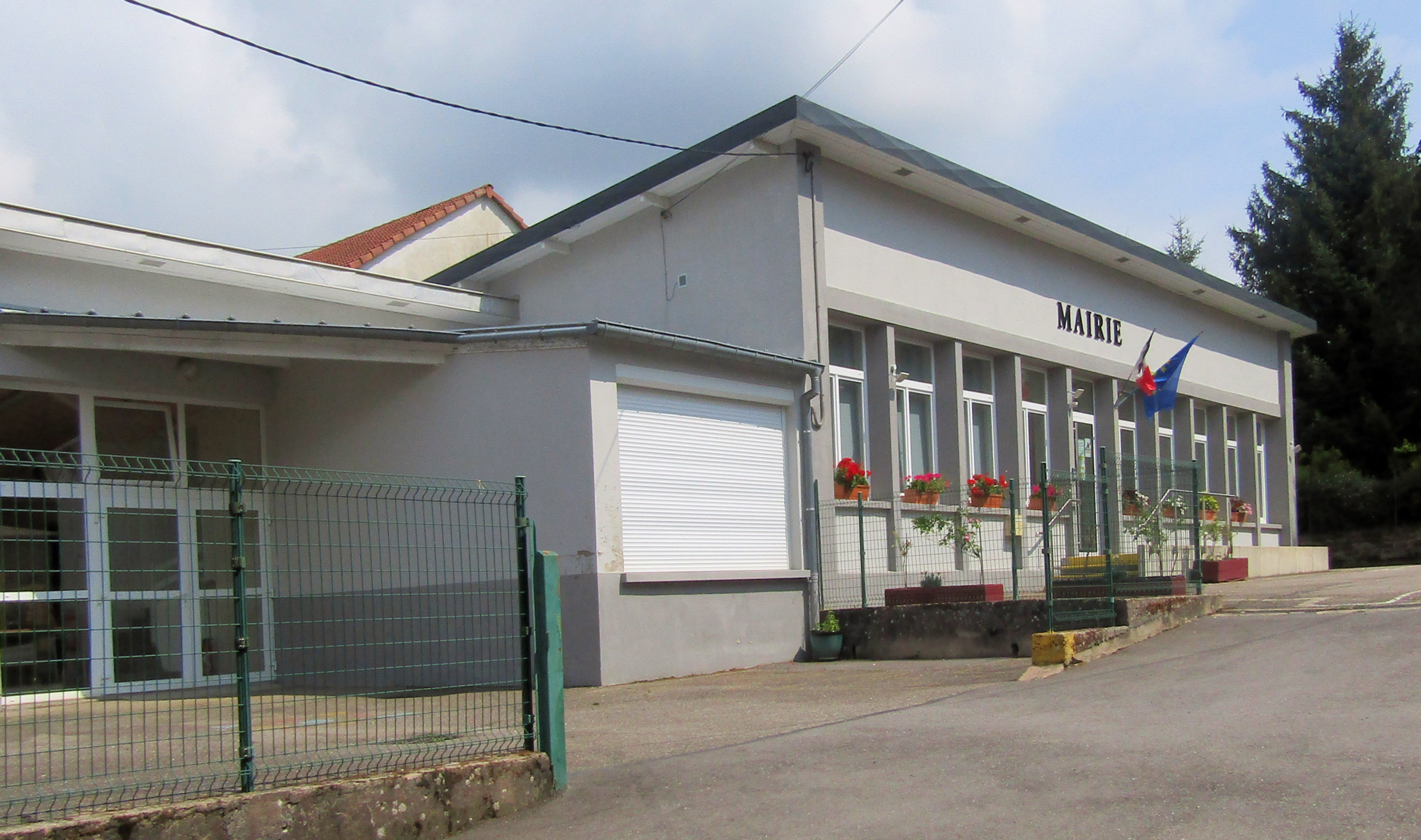
La mairie.

| Période                                  | Période      | Identité       | Étiquette | Qualité                                                     |
| ---------------------------------------- | ------------ | -------------- | --------- | ----------------------------------------------------------- |
| Les données manquantes sont à compléter. |              |                |           |                                                             |
| 19??                                     |              | René Stenger   |           |                                                             |
| mars 2001                                | janvier 2013 | Lucien Andreux |           |                                                             |
| mars 2013                                | mai 2020     | Alain Biondi   |           | Retraité des artisans, commerçants et chefs d'entreprise    |
| mai 2020                                 | En cours     | Agnès Renck,   |           | Employée civile ou agent de service de la fonction publique |

## Population et société

### Démographie
L'évolution du nombre d'habitants est connue à travers les recensements de la population effectués dans la commune depuis 1793. Pour les communes de moins de 10 000 habitants, une enquête de recensement portant sur toute la population est réalisée tous les cinq ans, les populations de référence des années intermédiaires étant quant à elles estimées par interpolation ou extrapolation. Pour la commune, le premier recensement exhaustif entrant dans le cadre du nouveau dispositif a été réalisé en 2005.

En 2022, la commune comptait 318 habitants, en évolution de +0,32 % par rapport à 2016 (Meurthe-et-Moselle : −0,13 %, France hors Mayotte : +2,11 %).
| 1793 | 1800 | 1806 | 1821  | 1831  | 1836  | 1841  | 1846  | 1851  |
| ---- | ---- | ---- | ----- | ----- | ----- | ----- | ----- | ----- |
| 882  | 951  | 938  | 1 302 | 1 332 | 1 374 | 1 310 | 1 311 | 1 232 |

| 1856  | 1861  | 1872  | 1876  | 1881  | 1886 | 1891 | 1896 | 1901 |
| ----- | ----- | ----- | ----- | ----- | ---- | ---- | ---- | ---- |
| 1 178 | 1 174 | 1 032 | 1 113 | 1 015 | 965  | 872  | 840  | 818  |

| 1906 | 1911 | 1921 | 1926 | 1931 | 1936 | 1946 | 1954 | 1962 |
| ---- | ---- | ---- | ---- | ---- | ---- | ---- | ---- | ---- |
| 740  | 721  | 596  | 658  | 686  | 641  | 555  | 572  | 533  |

| 1968 | 1975 | 1982 | 1990 | 1999 | 2005 | 2006 | 2010 | 2015 |
| ---- | ---- | ---- | ---- | ---- | ---- | ---- | ---- | ---- |
| 483  | 409  | 405  | 342  | 403  | 365  | 365  | 357  | 324  |

| 2020 | 2022 | - | - | - | - | - | - | - |
| ---- | ---- | - | - | - | - | - | - | - |
| 318  | 318  | - | - | - | - | - | - | - |

- La commune comptait 1 480 habitants en 1870.

## Culture locale et patrimoine

### Lieux et monuments
- Vestiges de voie romaine dite « Chemin d'Allemagne ».
- Château de Saussenrupt (ruines).
- Monument des passeurs 1973.
- Église Saint-Florent XIXe siècle.
- Chapelle Sainte-Catherine à Saussenrupt (ruines).

### Personnalités liées à la commune
- Eugène Chevandier de Valdrome (1810-1878), ministre de l'Intérieur.

### Héraldique, logotype et devise
| Blason de Bertrambois | Blason  | Coupé : au 1er d'or à l'étoile à six rais de gueules et à la bordure du même, au 2e d'argent à l'arbre terrassé de sinople. |
| Blason de Bertrambois | Détails | Le statut officiel du blason reste à déterminer.                                                                            |